# タルムード・トーラー

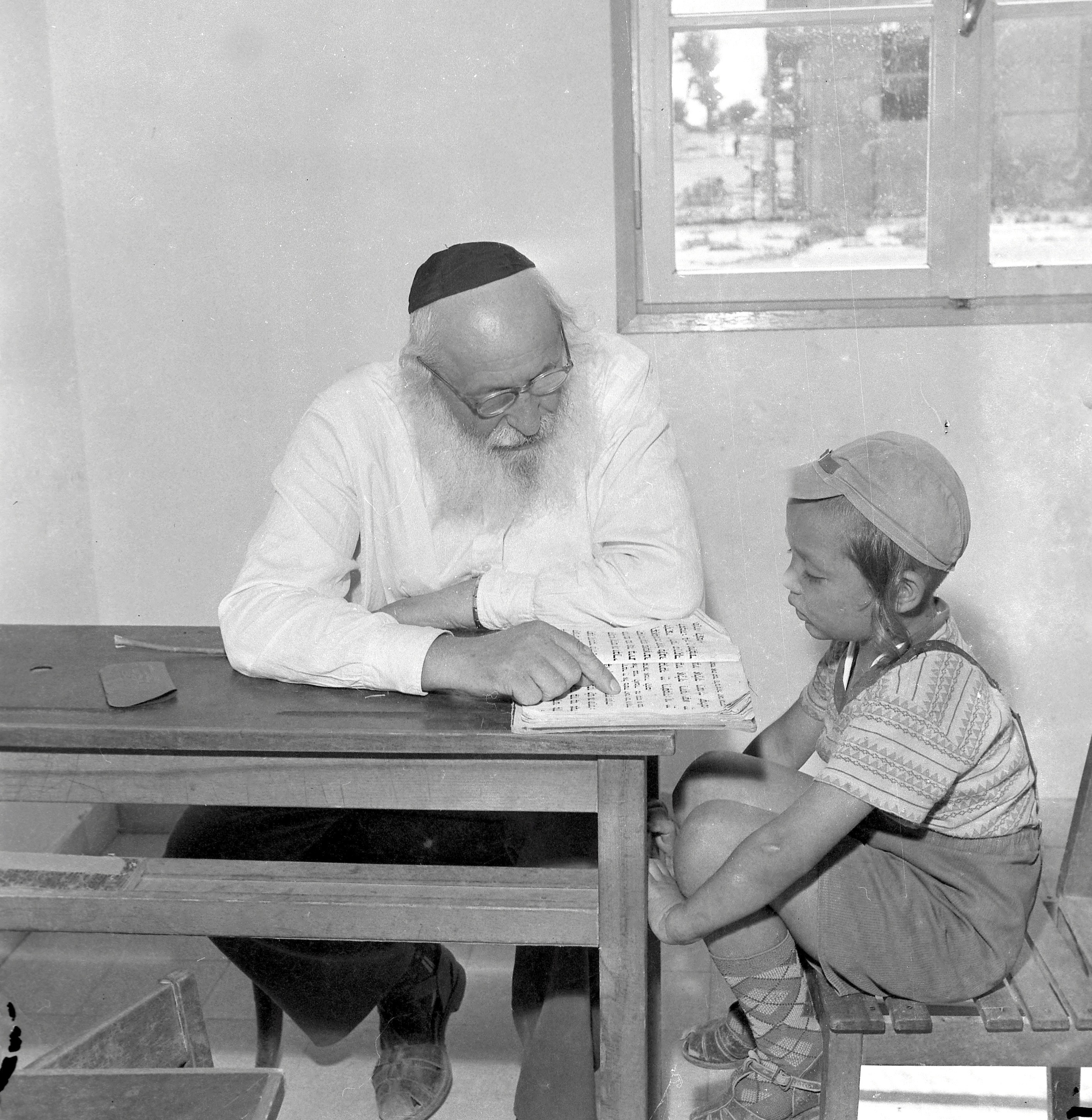
タルムード・トーラー, ブネイ・ブラク, 1965

タルムード・トーラー（Talmud Torah）
1. トーラーの学び。ミクラー、タルムードなどの学究は、ユダヤ人のもっとも大切な日課の一つである。
2. 特に東欧地域におけるコミュニティーにおいて、ユダヤ教徒の子供に、ヘブライ語とミクラー、ユダヤ人の歴史、ユダヤ教の基礎を教える初等学校のことである。ここで詳説する。

特に東欧地域におけるコミュニティーにおいて、ユダヤ人の子供（貧しい者、孤児のための ― トーラー）に、ミクラー（とくにトーラーの五書）、タルムードとハラーハーを教え、またヘデルの初歩的役割を持っていた機関である。1900年代には自助学校となっていた。